# Platylepis xerostele
Espèce
Platylepis xerostele Ormerod est une espèce d'orchidées décrite par Paul Ormerod. Elle fut collectée en 1986 dans le sud-ouest du Cameroun à Dikoi Epanjo, à 1 300 m d'altitude.